# Tell Me How You Really Feel
Tell Me How You Really Feel är det andra studioalbumet av den australiska indierockmusikern Courtney Barnett, utgivet den 18 maj 2018 på Marathon Artists, Milk! Records och Mom + Pop Music. Liksom med debutskivan Sometimes I Sit and Think, and Sometimes I Just Sit producerade Barnett albumet tillsammans med Burke Reid och Dan Luscombe. Det gästas av bland andra Kim Deal och Kelley Deal från The Breeders.
Albumet nådde 22:e plats på Billboard 200.

## Låtlista
Alla låtar är skrivna och komponerade av Courtney Barnett. 
| Nr  | Titel                                                 | Längd |
| --- | ----------------------------------------------------- | ----- |
| 1.  | Hopefulessness                                        | 4:48  |
| 2.  | City Looks Pretty                                     | 4:42  |
| 3.  | Charity                                               | 4:10  |
| 4.  | Need a Little Time                                    | 3:58  |
| 5.  | Nameless, Faceless                                    | 3:15  |
| 6.  | I'm Not Your Mother, I'm Not Your Bitch               | 1:50  |
| 7.  | Crippling Self-Doubt and a General Lack of Confidence | 2:48  |
| 8.  | Help Your Self                                        | 3:02  |
| 9.  | Walkin' on Eggshells                                  | 4:01  |
| 10. | Sunday Roast                                          | 4:44  |